# Cleora batillata
Cleora batillata är en fjärilsart som beskrevs av Fletcher 1953. Cleora batillata ingår i släktet Cleora och familjen mätare. Inga underarter finns listade i Catalogue of Life.